# Koparion
Koparion douglassi
Genre
Espèce
Koparion est un genre éteint de dinosaures Troodontidae ayant vécu au Jurassique supérieur, à la limite entre le Tithonien et le Kimméridgien, il y a environ 152 Ma (millions d'années). Ses restes fossiles ne sont connus que par une seule dent découverte par tamisage de sédiments dans la formation géologique de Morrison en Utah, aux États-Unis, près de Dinosaur National Monument,.
L'espèce type et seule espèce du genre, Koparion douglassi, a été nommée par Daniel Chure en 1994.

## Étymologie
Le nom de genre Koparion vient du grec ancien κοπάριον, « petit bistouri », en référence à la taille minuscule de la dent. Le nom d'espèce douglassi honore Earl Douglass, qui a dirigé le creusement de la carrière proche de Dinosaur National Monument au début du XXe siècle.

## Description

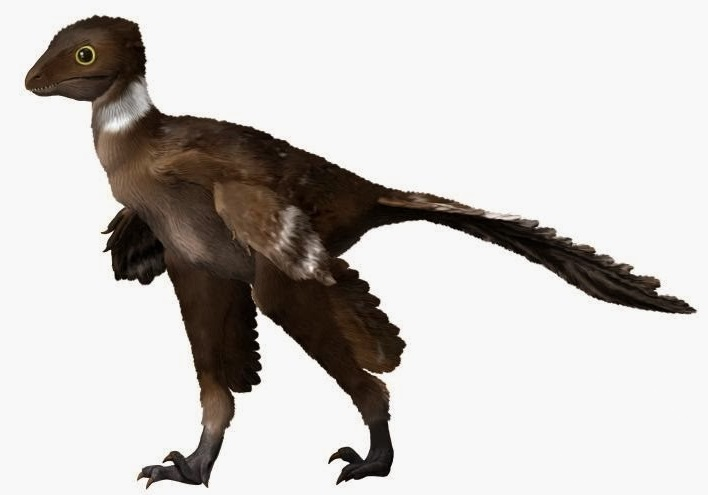
Vue d'artiste (hypothétique).

La dent unique est une couronne maxillaire (la racine est absente), dont on ne sait pas si elle était placée sur le maxillaire droit ou gauche.
La couronne de la dent a une hauteur de 2 millimètres et est recourbée vers l'arrière. Elle présente un bord avant fortement convexe et un bord arrière presque vertical. Elle est trapue avec une longueur maximale, de l'avant vers l'arrière de 1,9 millimètre. Les deux bords sont dentelés par des denticules rectangulaires peu élevés. Les douze denticules sur le bord arrière sont beaucoup plus hauts que les quatorze sur le bord avant, qui ne couvrent que la partie supérieure presque horizontale du bord avant. Les denticules sont séparés par des « sillons et de fossettes de sang ».

## Classification
D. Chure a attribué Koparion à la famille des Troodontidae, ce qui en faisait en 1994 le plus ancien Troodontidae connu et le premier identifié dans le Jurassique.
Cette attribution taxonomique a été reprise par P. J. Makovicky et M. A. Norell en 2004, bien que basée sur une seule dent partielle.
Il est considéré comme un Troodontidae nomen dubium.